# Iglesia del Carmen (estación)
Iglesia del Carmen es una estación de la Línea 1 del Metro de Panamá, ubicada en la ciudad de Panamá, entre la estación de Santo Tomás y la estación de Vía Argentina. Fue inaugurada el 5 de abril de 2014 y sirve al corregimiento de Bella Vista. 
La estación provee acceso a la vecina Iglesia del Carmen, al distrito bancario de la ciudad y a las zonas de restaurantes y discotecas en Calle Uruguay y Calle 50.
La estación Iglesia del Carmen es la estación de metro más cercana a la Ciudad Universitaria Octavio Méndez Pereira de la Universidad de Panamá (UP), por lo que muchos estudiantes y personal del mismo la utilizan como su punto de acceso al campus central.
En su primer año de operaciones, la estación de Iglesia del Carmen es la quinta más usada en la red, recibiendo al 18% de los pasajeros en hora pico.
La estación Iglesia del Carmen esta planificada para ser la segunda estación de transferencia entre las Líneas 1 y 2, a través de la apodada 2A, que extendería la Línea 2 mayoritariamente por la Vía Ricardo J. Alfaro en dirección a Paitilla. De acuerdo a los estudios de prefactibilidad, la estación de la L2 estaría ubicada en la Avenida Manuel Espinosa Batista y permitiría descongestionar el intercambiador de San Miguelito, quien actualmente recibe toda la demanda.